# Ladan e Laleh Bijani
Ladan e Laleh Bijani (Firuzabad, 17 gennaio 1974 – Singapore, 8 luglio 2003) sono state due gemelle siamesi iraniane che avevano due corpi e due cervelli distinti, pur avendo la calotta cranica in comune, e che sono morte nel tentativo chirurgico di separarle.
Le sorelle Bijani hanno affrontato numerose difficoltà a causa della loro natura: hanno dovuto scegliere una carriera che piacesse ad entrambe, e molte altre decisioni personali dovevano essere prese dopo l'approvazione l'una dell'altra. Sia per questa ragione che per altre, fin da quando erano molto giovani hanno sempre voluto separarsi.
Nel 1993, all'età di 19 anni, andarono in Germania, dove i medici rifiutarono di operarle, ritenendo che un intervento chirurgico sarebbe stato troppo pericoloso per entrambe.
Nel 2003 si recarono a Singapore per sottoporsi alla controversa operazione, pur essendo state avvertite che l'operazione chirurgica necessaria a separarle sarebbe stata ancora rischiosa per loro. La loro decisione di andare avanti ha scatenato l'interesse dei media. Dopo 29 giorni nel paese del sud est Asiatico, sono andate sul tavolo operatorio il 6 luglio, assistite da un'équipe di specialisti internazionali al Raffles Hospital.
Il tentativo di separare le gemelle ha incontrato grandi ostacoli fin dall'inizio dell'intervento: i loro cervelli, seppur separati, condividevano un'unica vena, e la separazione ha causato una copiosa emorragia. L'operazione si è conclusa tragicamente l'8 luglio 2003 con la morte di Ladan intorno alle 14:30, mentre la separazione era ancora in corso. Sua sorella Laleh è morta poco dopo, intorno alle 16:00.